# Scotte Dampfwagen

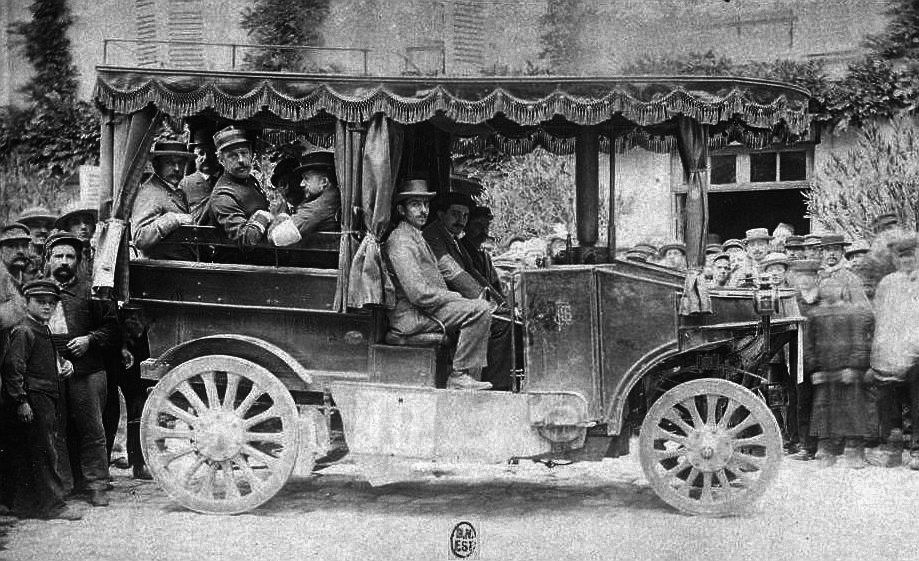
Scotte-Dampfbus vor der Wettfahrt Paris–Rouen (1894).

Der Scotte Dampfwagen ist ein frühes französisches Automobil mit Dampfantrieb.
Der Hutmacher J. Scotte, der als Crotte geboren wurde, aber seinen Namen in Scotte änderte, beschäftigte sich früh mit dem Bau von Dampfwagen. Belegt ist eine Korrespondenz mit Trépardoux & Cie. in Puteaux (später De Dion-Bouton) von 1886.
Scotte stellte zwischen 1892 und 1893 in Épernay mindestens zwei Dampfwagen her, ehe er um 1893 in Paris die Sociéte de Chaudières et de Voitures à Vapeur zu deren kommerzieller Herstellung gründete. Einer dieser frühen Dampfwagen wurde als offene Wagonette für einen Privatkunden aufgebaut.

## Paris–Rouen 1894

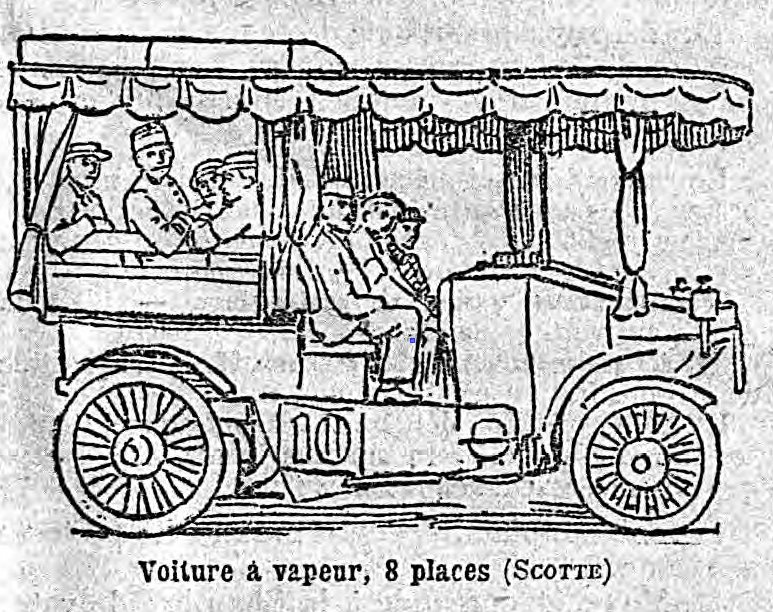
Illustration des Scotte-Dampfbusses in der Ausgabe des Petit Journal zur Wettfahrt Paris–Rouen (1894).

Der zweite bekannte Scotte-Dampfwagen hat eine Zweikolbenmaschine. Der mit Kohle befeuerte Heizkessel ist im Bug untergebracht; er wird von einem großen Schornstein überragt. Die Kraftübertragung erfolgt mit Riemen. Beide Achsen sind an Halbelliptik-Blattfedern aufgehängt, wobei jene an der Hinterachse zusätzlich von einer umgedreht und am Ende des Fahrgestells quer montierten weiteren Blattfeder gestützt werden. Das Fahrerabteil ist seitlich offen und wird von einem Baldachin überdacht, durch den der Schornstein geführt wird. Der Einstieg in den Fond erfolgt über eine Tür im Heck. Das Fahrzeug bietet Platz für sechs Personen und wurde als Omnibus bezeichnet. Die Höchstgeschwindigkeit beträgt 12 km/h. Scotte nahm mit diesem Fahrzeug 1894 an der Wettfahrt Paris–Rouen teil, kam jedoch nicht ins Ziel. Nachträglich erhielt er von der veranstaltenden Zeitung Le Petit Journal einen „Ermutigungspreis“ im Wert von FF 500, den private Spender ermöglicht hatten.

## Der Scotte Dampfwagen heute
Das Fahrzeug ist erhalten geblieben und im Musée Henri Malartre in Rochetaillée-sur-Saône zu besichtigen. Wie zahlreiche andere Fahrzeuge dieser Kollektion war es Gegenstand einer Miniatur-Nachbildung des kleinen Spielzeugherstellers R.A.M.I. by JMK (Nr. 22, erschienen 1965). Die Kürzel stehen für Rétrospectives Automobiles Miniatures (etwa „automobile Miniatur-Rückschau“) und die Nachnamen der Inhaber, Jarry, Malartre und Koch.